# Allium pskemense
Allium pskemense är en amaryllisväxtart som beskrevs av Boris Fedtjenko. Allium pskemense ingår i släktet lökar, och familjen amaryllisväxter. Inga underarter finns listade i Catalogue of Life.

## Bildgalleri

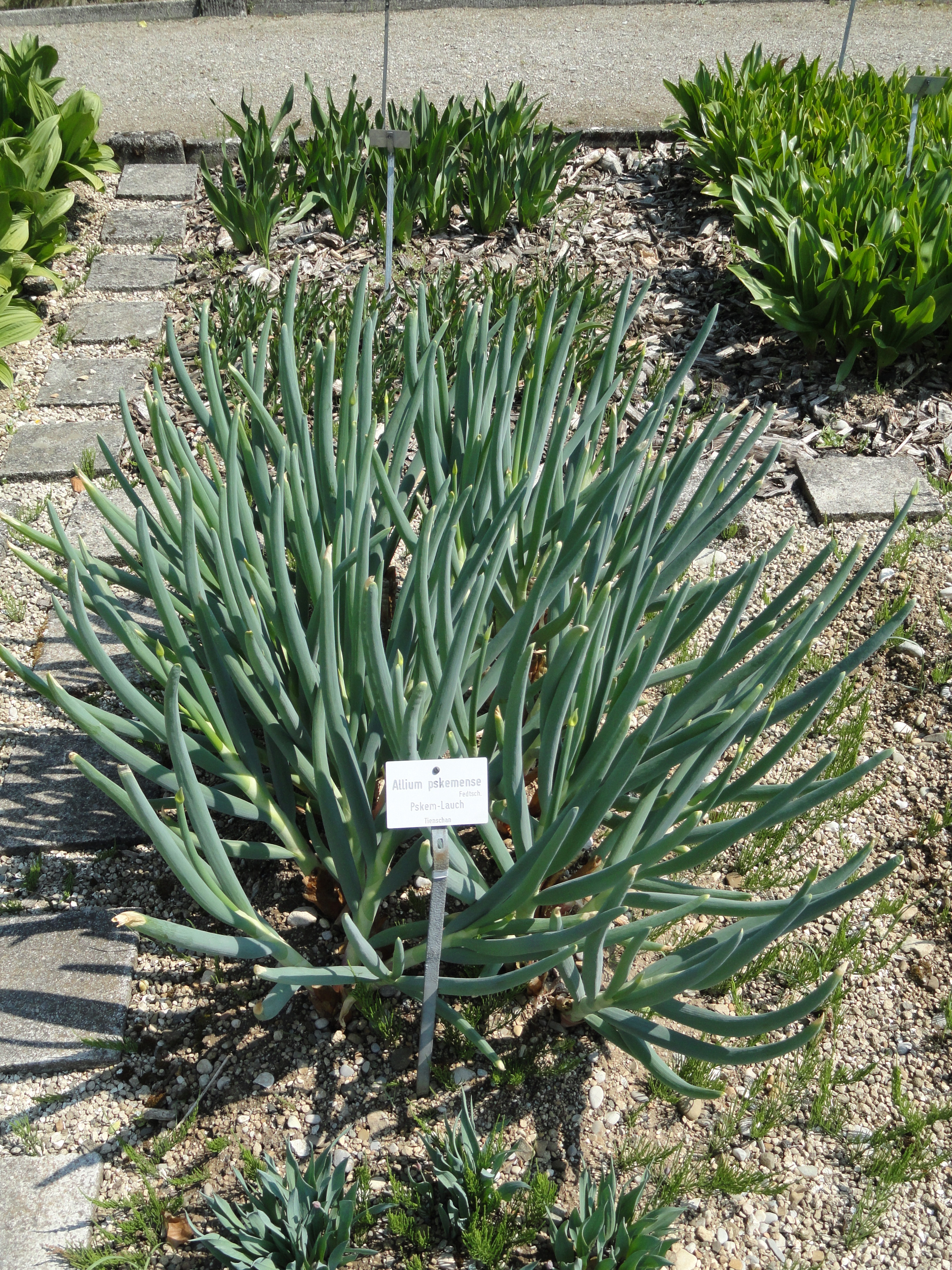
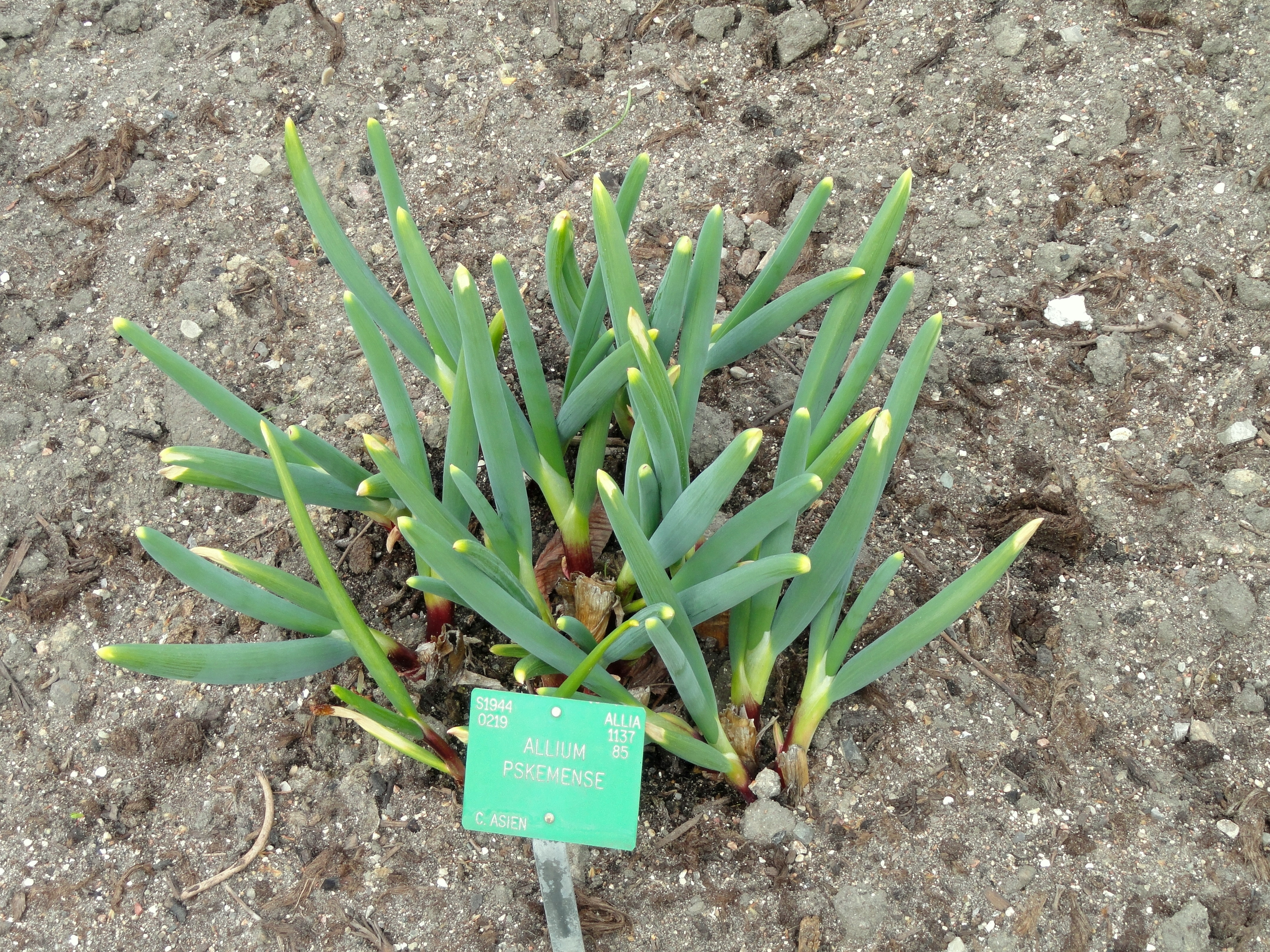
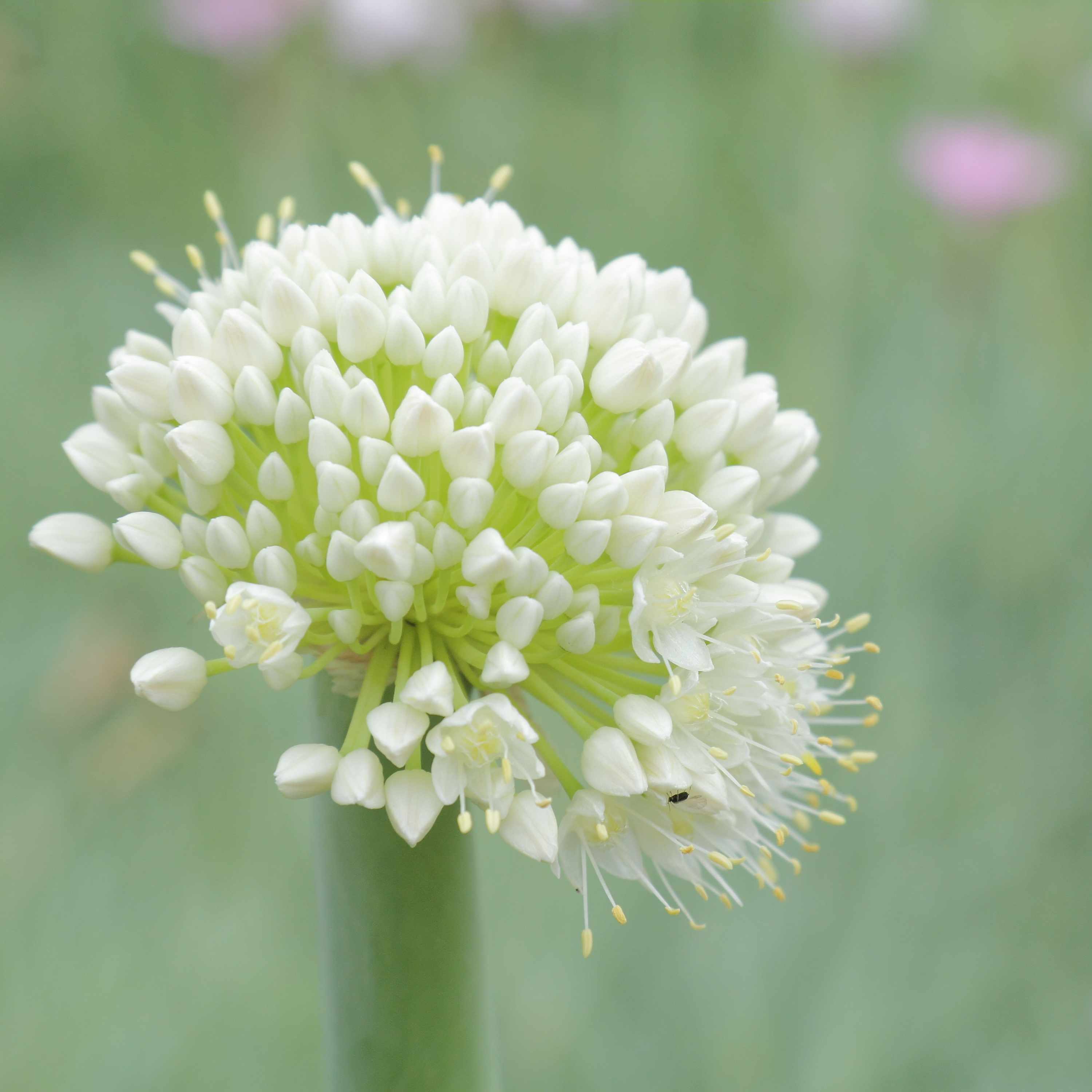